# Hans Bellmer
Hans Bellmer (* 13. März 1902 in Kattowitz, Deutsches Reich; † 24. Februar 1975 in Paris) war ein deutscher Fotograf, Bildhauer, Maler und Autor.

## Leben und Werk

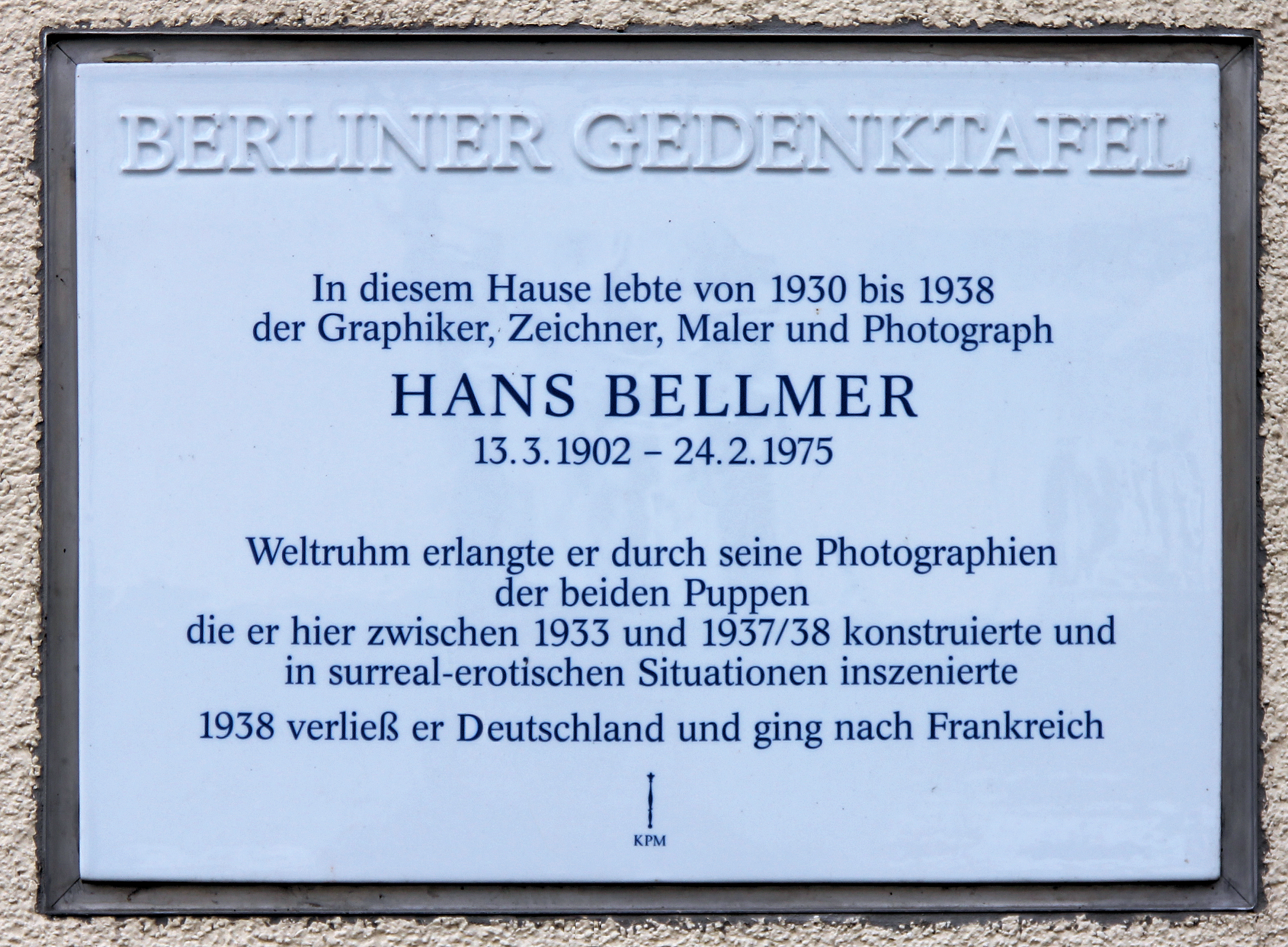
Gedenktafel am Haus Ehrenfelsstraße 8a, in Berlin-Karlshorst

Als Kind lernte Bellmer seinen tyrannischen Vater – der auch seine liebevolle Mutter vollkommen beherrschte – fürchten und hassen. Er und sein jüngerer Bruder Fritz fanden Schutz vor dieser bedrückenden Familienatmosphäre in einem geheimen Garten, der mit Spielwaren und Andenken verziert war. Bellmer arbeitete nach dem Abitur auf Drängen des Vaters in einem Stahlwerk und im Kohlebergbau, 1923 wurde er an die Technische Hochschule zu Berlin geschickt, interessierte sich aber viel mehr für Politik, die Arbeiten von Karl Marx und Diskussionen mit den Künstlern der Dada-Bewegung. Bellmer lernte John Heartfield, George Grosz und Rudolf Schlichter kennen.
Auf Anraten von George Grosz brach er im Mai 1924 das Ingenieurstudium ab und begann eine Typografenlehre beim Malik-Verlag. Er gestaltete Buchumschläge und schuf Buchillustrationen, etwa für Salomon Friedlaenders Das Eisenbahnunglück oder der Anti-Freund (1925). Bellmer besuchte 1925–1926 Paris, wo er in Kontakt zu den Dadaisten und Surrealisten kam. In Berlin-Karlshorst eröffnete er ein Atelier für Werbezeichnungen, das er 1933 aus politischen Gründen aufgab. 1928 heiratete er Margarete Schnell.
Ab den 1930er-Jahren bis zu seinem Tod befasste sich Bellmer fast ausschließlich mit erotischen Darstellungen der weiblichen Anatomie. Ob in Zeichnungen, Skulpturen, Fotografien oder seinen grafischen Arbeiten – im Mittelpunkt stand immer das erotisierende Bild eines oft geschundenen weiblichen Körpers. Aufgrund der repetitiven Natur des Themas wurden ihm zahlreiche neurotische Störungen nachgesagt, von Fetischismus, Voyeurismus, über Sadomasochismus bis hin zu Pädophilie, während andere wiederum seine Arbeiten schlicht als Surrealismus und „anarchistisch-erotische Inszenierungen“ bewerten und schätzen.
1933 konstruierte Bellmer aus Teilen von Schaufensterpuppen, mit Holz, Metall und Gips fetischartige Puppen – als ganzer Körper oder Körperfragment, von denen er in verschiedenen Positionen Fotografien herstellte. 1934 erschien auf Bellmers Kosten Die Puppe, mit einem Essay Bellmers und zehn eingeklebten Fotografien. Bellmer schickte die Aufnahmen Paul Éluard und André Breton in Paris und achtzehn wurden im Dezember 1934 in der Zeitschrift Minotaure unter dem Titel Poupée: variations sur le montage d’une mineure articulée veröffentlicht. 1935 besuchte Bellmer Paris und wurde von André Breton empfangen. Im nächsten Jahr erschien La Poupée. Weitere Aufnahmen einer zweiten Puppe erschienen ebenfalls in Minotaure und in einem Heft der Cahiers d’Art, das dem surrealistischen Objekt gewidmet war. Photos von Bellmers Puppen wurden im Museum of Modern Art in New York in seiner Surrealismus-Ausstellung gezeigt.

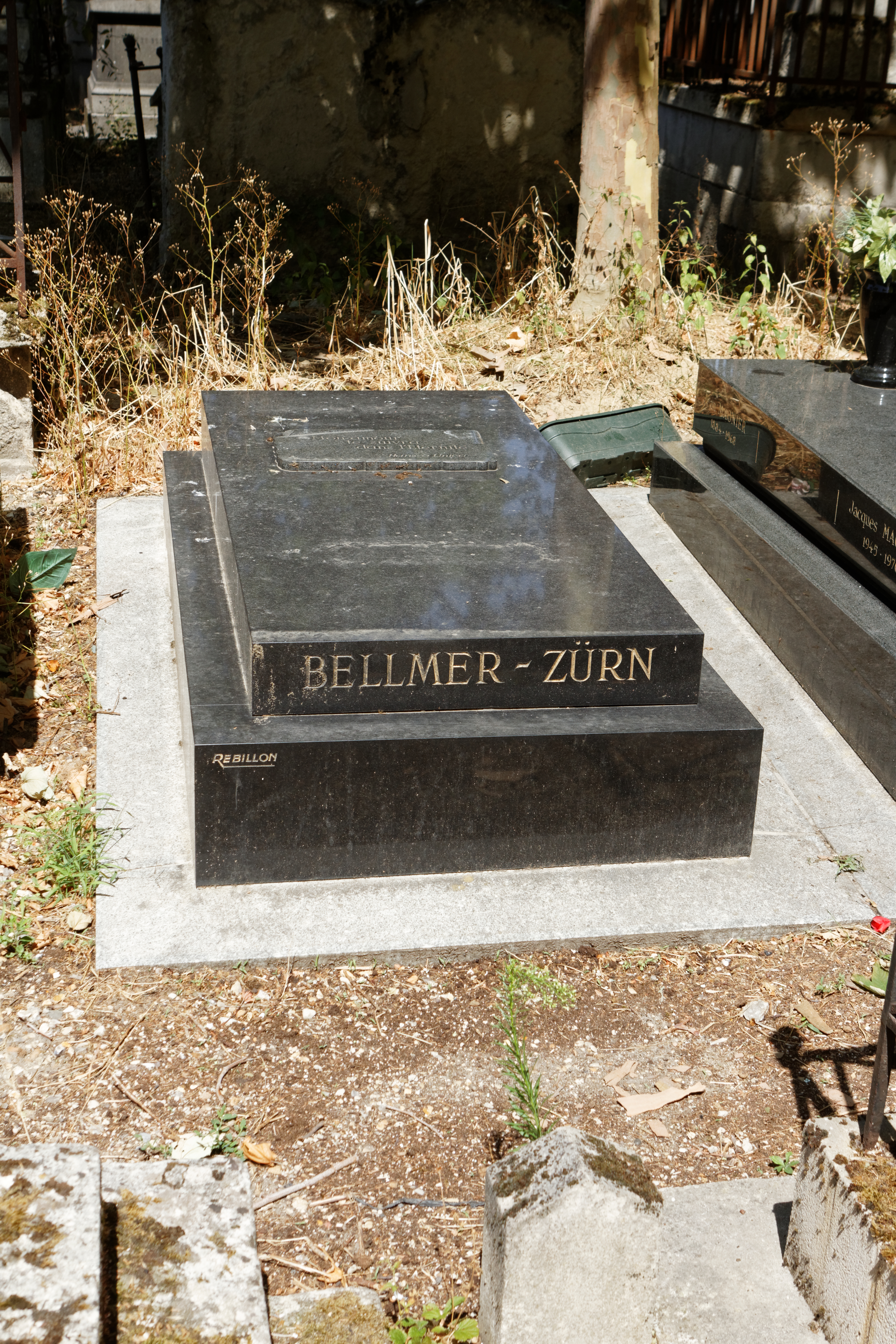
Grabstein von Unica Zürn und Hans Bellmer auf dem Cimetière du Père-Lachaise

Nach dem Tod seiner Frau emigrierte Bellmer 1938 nach Paris, wo er weiter an seinem Gynoiden-Thema arbeitete. Die Frau wird vor allem in als biomechanisches Wesen grafisch überhöht. 1939 wurde er im Lager Les Milles interniert, wo er auf Max Ernst traf. Sie schufen dort das gemeinsame Werk Schöpfungen, die Geschöpfe der Einbildungskraft. Nach dem Krieg konnte das Buch Les Jeux de la poupée (Die Spiele der Puppe) realisiert werden, mit fünfzehn Aufnahmen Bellmers und vierzehn sie „illustrierenden“ kurzen Gedichten Paul Éluards.
1953 begegnete er der Schriftstellerin Unica Zürn, mit der er bis zu ihrem Lebensende zusammenarbeitete. Sie zogen in das Pariser Hotel L’Espérance, wo sie keine Freunde und wenig Kontakte hatten, kaum ausgingen, und sich immer mehr von der Außenwelt abschotteten. 1954 erschien in Frankreich die Geschichte der O mit einer Lithografie Bellmers auf der Titelseite. 1958 erhielt Bellmer den Preis der William and Noma Copley Foundation. 1959 und 1964 wurde Bellmer zur documenta II und documenta III in Kassel eingeladen. 1970 stürzte sich Zürn, die Anfang der 1960er Jahre an einer paranoiden Schizophrenie erkrankt war, aus der gemeinsamen Wohnung in Paris in den Tod. Bellmer starb 1975 vereinsamt in Paris. Unica Zürns und Hans Bellmers Grabstelle liegt auf dem Cimetière du Père-Lachaise (Division 9).
Als wichtiger Vertreter des phantastischen Realismus hatte er tiefgreifenden Einfluss auf Künstler wie Paul Wunderlich und Horst Janssen.

## Ausstellungen
- International Exhibition of Surrealism, London 1936
- International Exhibition of Surrealism, New York 1937
- International Exhibition of Surrealism, Tokyo 1937
- Exposition Internationale du Surréalisme, Galerie Beaux-Arts, Paris 1938
- Le Surréalisme en 1947, Galerie Maeght, Paris 1947
- International Exhibition of Surrealism, Saarbrücken 1951
- International Exhibition of Surrealism, Galerie Daniel Cordier, Paris 1959[8]
- Kunstamt Berlin-Tempelhof, Berlin 1967[9]
- 2010: Neue Nationalgalerie Berlin; Double Sexus: Bellmer - Bourgeois